# غولدن فالي (مينيسوتا)
غولدن فالي مينيسوتا مدينة في مقاطعة هينيبين، مينيسوتا، الولايات المتحدة الأمريكية. وهي الضاحية الغربية من منيابولس، وفيها يقع المقر الرئيسي لشركة جنرال ميلز وبينتاير. ويبلغ عدد سكانها 20281 في تعداد عام 2000.

## التركيبة السكانية
حدّد مكتب تعداد الولايات المتحدة بيانات التركيبة السكانية لغولدن فالي في تعداد الولايات المتحدة. في ما يلي، التركيبة السكانية حسب تعدادي 2000 و2010.

### تعداد عام 2000
بلغ عدد سكان غولدن فالي 20,281 نسمة بحسب تعداد عام 2000، وبلغ عدد الأسر 8,449 أسرة وعدد العائلات 5,512 عائلة مقيمة في المدينة. في حين سجلت الكثافة السكانية 742.9 نسمة لكل كيلومتر مربع (1,924.1/ميل2). وبلغ عدد الوحدات السكنية 8,589 وحدة بمتوسط كثافة قدره 314.6 لكل كيلومتر مربع (814.8/ميل2).
وتوزع التركيب العرقي للمدينة بنسبة 91.07% من البيض و3.59% من الأمريكيين الأفارقة و0.29% من الأمريكيين الأصليين و2.87% من الأمريكيين ذوي الأصول الآسيوية و0.03% من سكان جزر المحيط الهادئ و0.55% من الأعراق الأخرى و1.61% من عرقين مختلطين أو أكثر و1.76% من الهسبانيون أو اللاتينيون من أي عرق.
بلغ عدد الأسر 8,449 أسرة كانت نسبة 27.6% منها لديها أطفال تحت سن الثامنة عشر تعيش معهم، وبلغت نسبة الأزواج القاطنين مع بعضهم البعض 55.5% من أصل المجموع الكلي للأسر، ونسبة 7.5% من الأسر كان لديها معيلات من الإناث دون وجود شريك، بينما كانت نسبة 2.3% من الأسر لديها معيلون من الذكور دون وجود شريكة وكانت نسبة 34.8% من غير العائلات. تألفت نسبة 27.6% من أصل جميع الأسر من عدة أفراد يعيشون في نفس المنزل ونسبة 12.1% كانت تتألف من شخص يعيش بمفرده يبلغ من العمر 65 عاماً أو أكثر. وبلغ متوسط حجم الأسرة المعيشية 2.31، أما متوسط حجم العائلات فبلغ 2.84.
بلغ العمر الوسطي للسكان 42.7 عاماً. وكانت نسبة 20.5% من القاطنين تحت سن الثامنة عشر، وكانت نسبة 4.9% بين الثامنة عشر والرابعة والعشرين عاماً، ونسبة 27.5% كانت واقعةً في الفئة العمرية ما بين الخامسة والعشرين والرابعة والأربعين عاماً، ونسبة 25.8% كانت ما بين الخامسة والأربعين والرابعة والستين، ونسبة 17.6% كانت ضمن فئة الخامسة والستين عاماً فما فوق. يوجد لكل 100 أنثى 93.9 ذكر، ويوجد لكل 100 أنثى في الثامنة عشر من عمرها فما فوق 90.1 ذكر.
بلغ متوسط دخل الأسرة في المدينة 62,063 دولارًا، أما متوسط دخل العائلة فبلغ 75,899 دولارًا. وكان متوسط دخل الذكور 49,890 دولارًا مقابل 35,967 دولارًا للإناث. وسجل دخل الفرد الخاص بالمدينة 34,094 دولارًا. وكانت نسبة 0.8% من العائلات ونسبة 3% من السكان تحت خط الفقر، وكان من هؤلاء نسبة 2.3% تحت سن الثامنة عشر ونسبة 3.6% في الخامسة والستين من العمر وما فوق.

### تعداد عام 2010
بلغ عدد سكان غولدن فالي 20,371 نسمة بحسب تعداد عام 2010، وبلغ عدد الأسر 8,816 أسرة وعدد العائلات 5,417 عائلة مقيمة في المدينة. في حين سجلت الكثافة السكانية 746.2 نسمة لكل كيلومتر مربع (1,932.6/ميل2). وبلغ عدد الوحدات السكنية 9,349 وحدة بمتوسط كثافة قدره 342.5 لكل كيلومتر مربع (887.1/ميل2).
وتوزع التركيب العرقي للمدينة بنسبة 85.37% من البيض و7.07% من الأمريكيين الأفارقة و0.42% من الأمريكيين الأصليين و3.55% من الأمريكيين ذوي الأصول الآسيوية و0.02% من سكان جزر المحيط الهادئ و0.86% من الأعراق الأخرى و2.71% من عرقين مختلطين أو أكثر و2.64% من الهسبانيون أو اللاتينيون من أي عرق.
بلغ عدد الأسر 8,816 أسرة كانت نسبة 25.6% منها لديها أطفال تحت سن الثامنة عشر تعيش معهم، وبلغت نسبة الأزواج القاطنين مع بعضهم البعض 50.3% من أصل المجموع الكلي للأسر، ونسبة 8.1% من الأسر كان لديها معيلات من الإناث دون وجود شريك، بينما كانت نسبة 3.1% من الأسر لديها معيلون من الذكور دون وجود شريكة وكانت نسبة 38.6% من غير العائلات. تألفت نسبة 30.4% من أصل جميع الأسر من عدة أفراد يعيشون في نفس المنزل ونسبة 14.5% كانت تتألف من شخص يعيش بمفرده يبلغ من العمر 65 عاماً أو أكثر. وبلغ متوسط حجم الأسرة المعيشية 2.26، أما متوسط حجم العائلات فبلغ 2.84.
بلغ العمر الوسطي للسكان 45.7 عاماً. وكانت نسبة 19.9% من القاطنين تحت سن الثامنة عشر، وكانت نسبة 5.1% بين الثامنة عشر والرابعة والعشرين عاماً، ونسبة 23.8% كانت واقعةً في الفئة العمرية ما بين الخامسة والعشرين والرابعة والأربعين عاماً، ونسبة 30.8% كانت ما بين الخامسة والأربعين والرابعة والستين، ونسبة 20.3% كانت ضمن فئة الخامسة والستين عاماً فما فوق. وتوزع التركيب الجنسي للسكان بنسبة 48.6% ذكور و51.4% إناث.

## أعلام
- كيلي لينتش
- ياسمين فاروق
- سكوت تومسون بيكر
- ميشيل كلاين
- برايان كلاس